# Fabiana da Silva Simões
Fabiana da Silva Simões, ismertebb nevén Fabiana, Fabi Simões vagy Fabiana Baiana (Salvador, 1989. augusztus 4.) brazil labdarúgó, jelenleg a brazil Internacional együttesének hátvédje, általában jobb oldalon bevethető.

## Pályafutása
Karrierje elején Bahiában az iskolai fiúcsapattal képezte magát, amikor egy megfigyelő, tehetségét látva ajánlatot tett 2005 decemberében. Belo Horizontébe utazott, hogy a Atlético Mineironál részt vegyen egy megmérettetésen, azonban a beígért lehetőség nem úgy alakult, ahogy tervezte. Megérkezésekor kiderült, hogy a Mineirónak nincs női csapata, ráadásul 15 évesen még édesanyja meghatalmazásával sem maradhatott más személlyel távol otthonától, ezért a Fiatalkorúak Intézetében élt a Városi Bíróság határozata alapján.
2006 januárjában felkereste a riói America csapatát, ahol már sikeres próbajáték után csatlakozhatott a klubhoz. A kezdetekben családi barátoknál szállásolta el magát, de kitartó munkája meghozta az elismerést. Játéka annyira meggyőzte edzőjét, hogy Fabiana még 2006-ban behívót kapott az U20-as válogatott keretébe, amely épp az oroszországi korosztályos világbajnokságra készült. 17 évesen Ausztrália és Nigéria ellen is eredményes volt, és bronzérmet szerzett a válogatottal.

### Klubcsapatokban
A sikerekkel teli első szezonja után elhagyta az America csapatát és Duque de Caxiasban a CEPE-Caxias-nál játszott rövidebb ideig, majd még ebben az évben a spanyol Sporting Huelva kölcsönözte ki.
2008-ban a Corinthians keretéhez csatlakozott egy évad erejéig.
A Boston Breakers együttese 2009-ben igazolta le és kipróbálhatta magát az Egyesült Államokban.
Fabiana nagyon gyors és tehetséges, az igazi brazil stílust képviseli, sok élményben részesítheti szurkolóinkat.
Első szezonjában azonban nem tudott csapata segítségére lenni, mert a Brazíliában elszenvedett korábbi sérülése kiújúlt, így az alacsonyabb ligában szereplő Boston Aztec-hoz került.
A Breakers 2010-ben meghosszabbította szerződését, és 14 mérkőzésen léphetett pályára, a Chicago Red Stars ellen pedig gólt is szerzett.
Mindössze három hónapot töltött a svéd Tyresönél, ugyanis a hatóságok elutasították munkavállalási engedély iránti kérelmét .
2017 áprilisában visszatért a Corinthianshoz, de három hónap elteltével a Barcelona bejelentette, hogy a 2017/2018-as szezonra Fabiana a katalánokhoz szerződik. A keményebb spanyol stílus azonban folyamatos sérülésekkel vezényelte le szezonját, így nem tudott mindig csapata rendelkezésére állni, ezért nem hosszabbította meg lejáró szerződését és a kínai Wuhan Zallhoz igazolt.
A Internacional 2019. március 21-én jelentette be, hogy Fabiana leszerződött a Porto Alegre-i klubhoz.

### A válogatottban

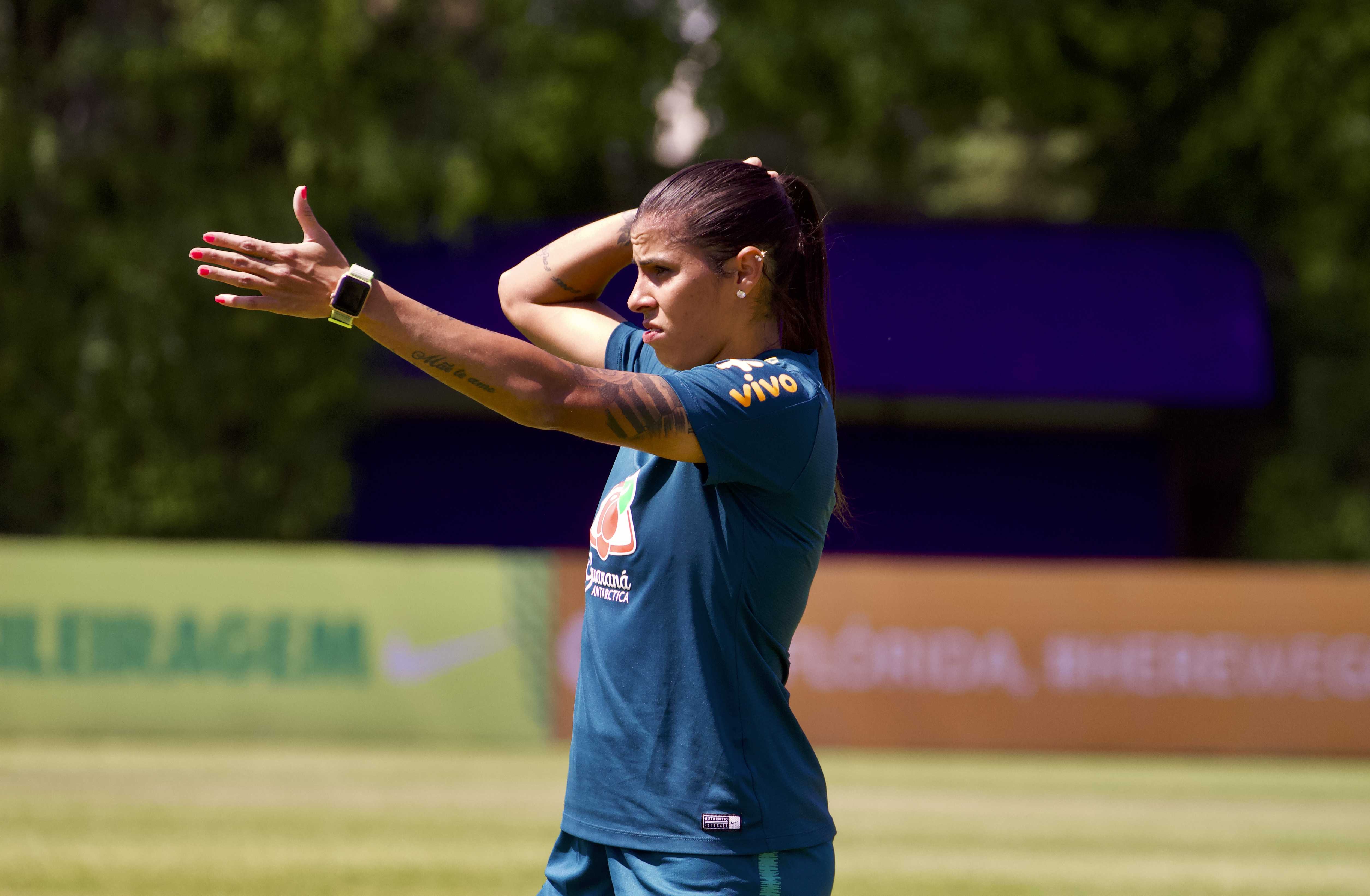
2019-ben a válogatott edzésén

Az U20-as válogatottal Oroszországban bronzérmet szerzett a világbajnokságon.
2006. november 13-án debütált a felnőtt válogatottban egy Peru elleni mérkőzésen.
Három olimpián vett részt a válogatott színeiben 2008-ban, 2012-ben és a hazai rendezésű riói tornán, melyek közül legsikeresebbnek kétségkívűl a Pekingben szerzett ezüstérem nevezhető.
A 2014-es Copa Américán és a 2015-ös Pánamerikai Játékokon egyaránt aranyérmet szerzett.
Részt vett a 2011-es labdarúgó-világbajnokságon Németországban, a 2015-ös labdarúgó-világbajnokságon Kanadában. 2019-ben ugyan elutazott a kerettel a Franciaországban rendezett világversenyre, azonban sérülést szenvedett a küzdelmek előtt, így nem léphetett pályára.

## Sikerei

### Klubcsapatokban
Orosz bajnok (1):
- Rosszijanka (1): 2012

 Copa Libertadores (1):
- São José (1): 2013

### A válogatottban
- Olimpiai ezüstérmes (1): 2008
- U20-as világbajnokság bronzérmes (1): 2006
- Copa América győztes (2): 2010, 2014
- Copa América ezüstérmes (1): 2006
- Pánamerikai Játékok győztes (1): 2015
- Brazil Nemzetközi Torna aranyérmes (3): 2011, 2012,[15] 2016
- Brazil Nemzetközi Torna ezüstérmes (2): 2010,[16] 2019[17]

## Statisztikái

### A válogatottban
2019. december 12-vel bezárólag
| Brazília színeiben szerzett góljai | Brazília színeiben szerzett góljai | Brazília színeiben szerzett góljai               | Brazília színeiben szerzett góljai | Brazília színeiben szerzett góljai | Brazília színeiben szerzett góljai | Brazília színeiben szerzett góljai | Brazília színeiben szerzett góljai |
| ---------------------------------- | ---------------------------------- | ------------------------------------------------ | ---------------------------------- | ---------------------------------- | ---------------------------------- | ---------------------------------- | ---------------------------------- |
|                                    |                                    |                                                  |                                    |                                    |                                    |                                    |                                    |
| Gól                                | Dátum                              | Helyszín                                         | Ellenfél                           | Találat                            | Eredmény                           | Esemény                            | Forrás                             |
| 1                                  | 2011. december 11.                 | Estádio do Pacaembu, São Paulo                   | Chile                              | 4–0                                | 4–0                                | Brazil Nemzetközi Torna            |                                    |
| 2                                  | 2012. december 9.                  | Estádio do Pacaembu, São Paulo                   | Portugália                         | 2–0                                | 4–0                                | Brazil Nemzetközi Torna            | [ 18 ]                             |
| 3                                  | 2012. december 19.                 | Estádio do Pacaembu, São Paulo                   | Dánia                              | 2–0                                | 2–2                                | Brazil Nemzetközi Torna            | [ 19 ]                             |
| 4                                  | 2013. szeptember 25.               | Stade du Lussy, Châtel-Saint-Denis               | Mexikó                             | 1–0                                | 4–0                                | Valais-kupa                        | [ 20 ]                             |
| 5                                  | 2014. szeptember 12.               | Estadio Federativo Reina del Cisne, Loja         | Bolívia                            | 6–0                                | 6–0                                | Copa América                       | [ 21 ]                             |
| 6                                  | 2014. szeptember 14.               | Estadio Bellavista, Ambato                       | Paraguay                           | 4–1                                | 4–1                                | Copa América                       | [ 22 ]                             |
| 7                                  | 2015. július 25.                   | Pan Am Soccer Stadion, Hamilton                  | Kolumbia                           | 4–0                                | 4–0                                | Pánamerikai Játékok                | [ 23 ]                             |
| 8                                  | 2017. szeptember 19.               | Newcastle International Sports Centre, Newcastle | Ausztrália                         | 1–0                                | 2–3                                | Barátságos mérkőzés                | [ 24 ]                             |